# 튀르키예의 지진 목록

1900년~2023년 튀르키예 지진 지도

튀르키예에 영향을 미치는 판 경계 지도

튀르키예에서는 지진이 많이 발생한다. 다음 목록에는 현재 튀르키예 국경 내에 진앙이 있거나 이 지역에 심각한 영향을 미친 주목할 만한 역사적 지진의 목록이다. 전반적으로 이스탄불과 같은 주요 도시의 인구는 취약한 건물과 내진 설계가 적용된 건물이 혼합된 구조물에 거주한다.

## 지질 구조
튀르키예는 유라시아판과 아프리카판 및 아라비아판 사이의 복잡한 대륙 충돌 지대 내에 있는 지진 활동 지역이다. 튀르키예 국토의 대부분은 두 개의 주요 주향이동단층대인 북아나톨리아 단층과 동아나톨리아 단층으로 경계 지어진 작은 판인 아나톨리아판 위에 놓여 있다. 튀르키예 서부는 헬레닉 호의 남쪽 이동으로 인해 발생한 에게해의 확장 지체구조대 영향을 받는다. 튀르키예의 가장 동쪽 부분은 자그로스 습곡 및 충상단층대 서쪽 끝에 놓여 있으며, 이 지역은 충상단층이 우세하다.

## 지진 위험
튀르키예의 지진 위험도는 판 경계선을 따라 가장 높지만, 튀르키예 내 거의 모든 지역에서 파괴적인 지진이 발생할 위험이 상당하다. 위험을 나타내는 지진 지도는 시간이 지남에 따라 달라진다.

## 주목할 만한 지진 목록

### 튀르키예의 역사적 지진 (1920년 이전)
| 날짜                       | 시각‡     | 장소                            | 위도   | 경도   | 사망자        | M        | 설명 | 출처   |
| -------------------------- | --------- | ------------------------------- | ------ | ------ | ------------- | -------- | --- | ------ |
| 17                         | N/A       | 필라델피아 (알라셰히르)         | 38.21  | 28.31  | N/A           | N/A      | 서기 17년 리디아 지진 참조                                                                                      |        |
| 115년 12월 13일            |           | 안티오키아                      | 36.1   | 36.1   | 260,000       | 7.5 Ms   | 115년 안티오키아 지진 참조                                                                                      | [ 2 ]  |
| 141년 1월 4일 (또는 142년) |           | 리키아, 카리아, 도데카니사 제도 | 36.7   | 28.0   | N/A           | VIII     | 로도스섬에 침수를 일으킨 심각한 쓰나미를 유발함. 141년 리키아 지진 참조                                         | [ 3 ]  |
| 262년 12월 21일            |           | 아나톨리아 남부 및 서부 해안    | 36.5   | 27.8   | N/A           | IX       | 에페소스의 많은 건물을 손상시키고 해안 도시를 강타한 쓰나미를 유발함. 262년 아나톨리아 남서부 지진 참조         | [ 4 ]  |
| 447년 1월 26일             | 밤        | 비티니아, 트라키아, 동로마 제국 | 41.008 | 28.978 | 알 수 없음    | IX       | 날짜 불확실. 콘스탄티노폴리스의 테오도시우스 성벽에 심각한 피해를 입힘. 447년 콘스탄티노폴리스 지진 참조        | [ 5 ]  |
| 526년 5월 20일             |           | 안티오키아                      |        |        | 250,000       | VIII     | 안티오키아 시는 큰 피해를 입었고, 몇 십 년 후 도시 인구는 30만 명에 불과했다. 526년 안티오키아 지진 참조        | [ 6 ]  |
| 554년 8월 15일             |           | 아나톨리아                      |        |        |               |          | 이 지진으로 트랄레스(현 아이든)와 코스섬이 심하게 손상되었다. 554년 아나톨리아 지진 참조                        | [ 7 ]  |
| 557년 12월 14일            | 자정 직전 | 콘스탄티노폴리스                | 40.9   | 28.7   | N/A           | X (강렬) | 지진으로 콘스탄티노폴리스는 "거의 완전히 파괴"되었다. 557년 콘스탄티노폴리스 지진 참조                          | [ 8 ]  |
| 1269년 5월 14일            |           | 킬리키아, 아나톨리아            | 37.5   | 35.5   | 60,000        | ~7       | 1269년 킬리키아 지진 참조                                                                                       | –      |
| 1509년 9월 10일            |           | 콘스탄티노폴리스                | 40.9   | 28.7   | 13,000        | 7.2 Mw   | 1509년 콘스탄티노폴리스 지진 참조                                                                               | –      |
| 1598년 5월                 |           | 아마시아 및 초룸                | 40.6   | 35.4   | 60,000        | 6.7 Ms   | 1598년 아마시아-초룸 지진 참조                                                                                  | –      |
| 1653년 2월 23일            |           | 스미르나                        | 38.2   | 28.2   | 2,500         | 7.5      | 1653년 동 스미르나 지진 참조                                                                                    | [ 9 ]  |
| 1668년 8월 17일            |           | 아나톨리아                      | 40     | 36     | 8,000         | 8        | 1668년 북아나톨리아 지진 참조                                                                                   | [ 10 ] |
| 1688년 7월 10일            | 11:45     | 스미르나                        | 38.4   | 26.9   | 16,000        | 7.0 Ms   | 1688년 이즈미르 지진 참조                                                                                       | [ 11 ] |
| 1766년 5월 22일            | 05:10     | 이스탄불                        | 40.8   | 29.0   | 4,000         | 7.1 Ms   | 1766년 이스탄불 지진 참조                                                                                       | [ 12 ] |
| 1766년 8월 5일             |           | 다르다넬스 해협                 | 40.6   | 27.0   | 5,000         | 7.4 Mw   | 1766년 마르마라 지진 참조                                                                                       | [ 13 ] |
| 1784년 7월 18일            |           | 에르진잔                        | 39.5   | 40.2   | 5,000–>10,000 | 7.6 Ms   | 1784년 에르진잔 지진 참조                                                                                       | [ 14 ] |
| 1840년 7월 2일             |           | 아르                            | 39.6   | 44.1   | 10,000        | 7.4 Ms   | 아라라트산의 마지막 분화를 촉발했을 수 있음. 화산의 대규모 산사태와 관련된 사상자 발생. 1840년 아호라 지진 참조 | [ 15 ] |
| 1855년 2월 28일            | 01:00     | 부르사                          | 40.2   | 29.1   | 1,900         | 6.7      | 1855년 부르사 지진 참조                                                                                         | [ 16 ] |
| 1859년 6월 2일             | 10:30     | 에르주룸                        | 39.9   | 41.3   | 15,000        | 6.1 Ms   | 1859년 에르주룸 지진 참조                                                                                       | [ 17 ] |
| 1866년 5월 12일            |           | 빙괼                            | 39.2   | 41.0   | 680+          | 7.2 Ms   | 1866년 빙괼 지진 참조                                                                                           |        |
| 1872년 4월 3일             | –         | 하타이                          | 36.4   | 36.4   | 1,800         | 7.2 Ms   | 1872년 아미크 지진 참조                                                                                         |        |
|                            | –         | 아피온카라히사르                | 38.3   | 29.9   | 1,300         | 6.77 Mw  | 1875년 디나르 지진 참조                                                                                         |        |
| 1881년 4월 3일             | 11:30     | 히오스섬, 체슈메, 알라차티      | 38.25  | 26.25  | 7,866         | 7.3 Mw   | 1881년 히오스 지진 참조                                                                                         | [ 18 ] |
| 1883년 10월 10일           | 13:30     | 체슈메, 이즈미르, 아이발리크    | 38.3   | 26.2   | 53–120        | 7.3 Ms   | 1883년 체슈메 지진 참조                                                                                         | [ 19 ] |
| 1894년 7월 10일            | 12:24     | 이즈미트만                      | 40.73  | 29.25  | 1,300         | 7.0      | 1894년 이스탄불 지진 참조                                                                                       | [ 20 ] |
| 1899년 9월 20일            | 04:00     | 뷔윅멘데레스 그라벤             | 37.9   | 28.1   | 1,470         | 7.1      | 1899년 아이든-데니즐리 지진 참조                                                                                | [ 21 ] |

### 1900년 ~ 1999년
| 날짜             | 시각‡          | 장소               | 위도   | 경도   | 사망자        | M          | 설명                                     | 출처          |
| ---------------- | -------------- | ------------------ | ------ | ------ | ------------- | ---------- | ---------------------------------------- | ------------- |
| 1903년 4월 29일  | 01:46 현지시각 | 말라즈기르트       | 39.14  | 42.65  | 600           | 6.7 Ms     | 1903년 말라즈기르트 지진 참조            | [ 22 ] [ 23 ] |
| 1912년 8월 9일   | 03:29 현지시각 | 뮈레프테           | 40.75  | 27.2   | 216           | 7.3 MS     | 1912년 뮈레프테 지진 참조                | [ 22 ] [ 23 ] |
| 1914년 10월 4일  | 00:07 현지시각 | 부르두르           | 37.82  | 30.27  | 2,344         | 6.9 MS     | 1914년 부르두르 지진 참조                | [ 22 ] [ 23 ] |
| 1919년 11월 18일 | 00:54 현지시각 | 발리케시르         | 39.18  | 27.65  | 3,000         | 7.0 Mw     | 1919년 아이발리크 지진 참조              | [ 24 ]        |
| 1924년 9월 13일  | 16:34 현지시각 | 호라산             | 40.0   | 42.1   | 60            | 6.8        | 1924년 파신레르 지진 참조                | [ 22 ] [ 23 ] |
| 1926년 10월 22일 | 21:59 현지시각 | 카르스             | 40.7   | 43.7   | 360           | 6.0 Ms     | 1926년 카르스 지진 참조                  | [ 25 ]        |
| 1928년 3월 31일  | 02:29 현지시각 | 스미르나           | 38.5   | 28.0   | 50            | 6.5 MS     | 전날 M=6.2의 전진 가능성                 | [ 22 ] [ 23 ] |
| 1929년 5월 18일  | 08:37 현지시각 | 수셰흐리           | 40.2   | 37.9   | 64            | 6.1        | 1929년 수셰흐리 지진 참조                | [ 22 ] [ 23 ] |
| 1930년 5월 7일   | 00:34 현지시각 | 하카리             | 38.1   | 44.7   | 2,514         | 7.2–7.5 Ms | 1930년 살마스 지진 참조                  | [ 26 ]        |
| 1935년 1월 4일   | 16:41 현지시각 | 에르데크           | 40.4   | 27.5   | 5             | 6.4 Ms     |                                          | [ 22 ] [ 23 ] |
| 1938년 4월 19일  | 12:59 현지시각 | 키르셰히르         | 39.1   | 34.0   | 160           | 6.6 MS     | 1938년 키르셰히르 지진 참조              | [ 22 ] [ 23 ] |
| 1939년 9월 22일  | 02:36 현지시각 | 디킬리             | 39.1   | 26.8   | 60            | 6.6 MS     |                                          | [ 22 ] [ 23 ] |
| 1939년 12월 27일 | 01:57 현지시각 | 에르진잔           | 39.77  | 39.53  | 32,700        | 7.8 Mw     | 1939년 에르진잔 지진 참조                | [ 10 ]        |
| 1942년 11월 15일 | 19:01 현지시각 | 비가디치           | 39.2   | 28.2   | 16            | 6.1 MS     |                                          | [ 22 ] [ 23 ] |
| 1942년 12월 20일 | 14:03          | 에르바             | 40.87  | 36.47  | 3,000         | 7.0 Ms     | 1942년 닉사르-에르바 지진 참조           | [ 27 ]        |
| 1943년 6월 20일  | 17:32 현지시각 | 헨데크             | 40.6   | 30.5   | 336           | 6.6 MS     | 1943년 아다파자르-헨데크 지진 참조       | [ 22 ] [ 23 ] |
| 1943년 11월 26일 | 22:20          | 라디크             | 40.87  | 33.65  | 2,824–5,000   | 7.5 Mw     | 1943년 토스야-라디크 지진 참조           |               |
| 1944년 2월 1일   | 03:25          | 게레데             | 40.8   | 32.2   | 3,959         | 7.5        | 1944년 볼루-게레데 지진 참조             | [ 27 ]        |
| 1944년 10월 6일  | 04:34 현지시각 | 아이발리크         | 39.37  | 26.53  | 30            | 6.8 MS     | 1944년 에드레미트만-아이바지크 지진 참조 |               |
| 1949년 8월 17일  |                | 카를르오바         | 39.54  | 40.57  | 450           | 6.8        | 1949년 카를르오바 지진 참조              | [ 27 ]        |
| 1951년 8월 13일  | 18:36          | 쿠르슌루           | 40.88  | 32.87  | 50            | 6.9        | 1951년 쿠르슌루 지진 참조                | [ 27 ]        |
| 1952년 1월 3일   | 08:03 현지시각 | 하산칼레           | 39.9   | 41.7   | 41            | 5.8        | 1952년 하산칼레 지진 참조                |               |
| 1953년 3월 18일  | 21:06 현지시각 | 예니제             | 40.02  | 27.53  | 265           | 7.2 MS     | 1953년 예니제-괴넨 지진 참조             | [ 22 ] [ 23 ] |
| 1953년 9월 7일   | 05.58 현지시각 | 오바지크, 카라뷔크 | 41.08  | 33.01  | 2             | 6.0 Ms     |                                          | [ 28 ]        |
| 1955년 7월 16일  | 09:07 현지시각 | 쇠케               | 37.55  | 27.05  | 23            | 6.8 MS     |                                          | [ 22 ] [ 23 ] |
| 1956년 2월 22일  | 22:31 현지시각 | 에스키셰히르       | 39.89  | 30.49  | 1             | 6.4 Ms     |                                          | [ 22 ]        |
| 1957년 4월 25일  | 04:25 현지시각 | 페티예             | 36.5   | 28.6   | 67            | 7.1 MS     | 1957년 페티예 지진 참조                  | [ 22 ] [ 23 ] |
| 1957년 5월 26일  | 6:36           | 아반트             | 40.67  | 31.00  | 52            | 7.1        | 1957년 아반트 지진 참조                  | [ 27 ]        |
| 1964년 10월 6일  | 16:31 현지시각 | 마냐스             | 40.1   | 27.93  | 23            | 7.0 MS     | 1964년 마냐스 지진 참조                  | [ 22 ] [ 23 ] |
| 1966년 8월 19일  | 12:23          | 바르토             | 39.17  | 41.56  | 2,394         | 6.8 Mw     | 1966년 바르토 지진 참조                  | [ 27 ]        |
| 1967년 7월 22일  | 16:56          | 무두르누           | 40.67  | 30.69  | 89            | 7.2        | 북아나톨리아 단층 참조                   | [ 27 ]        |
| 1968년 9월 3일   | 10:19 현지시각 | 바르틴             | 41.79  | 32.31  | 29            | 6.5 MS     | 1968년 바르틴 지진 참조                  | [ 22 ] [ 23 ] |
| 1969년 3월 28일  | 03:48 현지시각 | 알라셰히르         | 38.5   | 28.4   | 53            | 6.5 MS     | 1969년 알라셰히르 지진 참조              | [ 22 ] [ 23 ] |
| 1970년 3월 28일  | 23:02 현지시각 | 게디즈             | 39.2   | 29.5   | 1,086         | 7.2 MS     | 1970년 게디즈 지진 참조                  | [ 22 ] [ 23 ] |
| 1971년 5월 12일  | 08:25 현지시각 | 부르두르           | 37.5   | 29.9   | 57            | 6.1 MS     |                                          | [ 29 ] [ 30 ] |
| 1971년 5월 22일  | 16:44          | 빙괼               | 38.83  | 40.52  | 755           | 6.9 Mw     | 1971년 빙괼 지진 참조                    | [ 31 ]        |
| 1975년 9월 6일   | 12:20 현지시각 | 리제               | 38.5   | 40.7   | 2,311         | 6.6 MS     | 1975년 리제 지진 참조                    | [ 22 ] [ 23 ] |
| 1976년 11월 24일 | 14:22 현지시각 | 무라디예           | 39.12  | 44.03  | 4,000         | 7.5 MS     | 1976년 찰디란-무라디예 지진 참조         | [ 22 ] [ 23 ] |
| 1977년 3월 25일  |                | 팔루               | 38.728 | 40.088 | 30            | 5.2 Mw     |                                          | [ 32 ]        |
| 1983년 10월 30일 | 07:12 현지시각 | 에르주룸           | 40.33  | 42.19  | 1,342         | 6.9 MS     | 1983년 에르주룸 지진 참조                | [ 22 ] [ 23 ] |
| 1992년 3월 13일  | 17.18          | 에르진잔           | 39.70  | 39.69  | 498           | 6.7 Mw     | 1992년 에르진잔 지진 참조                | [ 33 ]        |
| 1995년 10월 1일  | 17:57 현지시각 | 디나르             | 38.06  | 30.13  | 90            | 6.1 MS     | 1995년 디나르 지진 참조                  | [ 22 ] [ 23 ] |
| 1998년 6월 27일  | 16:55 현지시각 | 제이한             | 36.88  | 35.31  | 146           | 6.3 Mw     | 1998년 아다나-제이한 지진 참조           | [ 22 ] [ 23 ] |
| 1999년 8월 17일  | 03:02 현지시각 | 이즈미트           | 40.77  | 30     | 17,127–18,373 | 7.6 Mw     | 1999년 이즈미트 지진 참조                |               |
| 1999년 11월 12일 | 18:57 현지시각 | 뒤즈제             | 40.75  | 31.16  | 894           | 7.2 Mw     | (PDE 월간 목록); 1999년 뒤즈제 지진 참조 | USGS          |

### 2000년 ~ 현재
| 날짜             | 시각‡          | 장소                 | 위도    | 경도    | 사망자                                     | M          | 설명                                  | 출처   |
| ---------------- | -------------- | -------------------- | ------- | ------- | ------------------------------------------ | ---------- | ------------------------------------- | ------ |
| 2002년 2월 3일   | 07:11          | 아피온               | 38.573  | 31.271  | 44                                         | 6.5 Mw     | (HRV); 2002년 아피온 지진 참조        | [ 34 ] |
| 2003년 1월 27일  | 05:26          | 퓔뤼뮈르             | 39.46   | 39.79   | 1                                          | 6.1 Mw     | (HRV, USGS)                           | USGS   |
| 2003년 5월 1일   | 00:27          | 빙괼                 | 39.01   | 40.46   | 177                                        | 6.4 Mw     | (HRV, USGS); 2003년 빙괼 지진 참조    | [ 35 ] |
| 2004년 7월 2일   | 01:30          | 아르                 | 39.71   | 44.02   | 18                                         | 5.1 Mw     | (HRV); 2004년 도우바야즈트 지진 참조  | [ 36 ] |
| 2010년 3월 8일   | 02:32          | 엘라지즈             | 38.79   | 40.03   | 41                                         | 6.1 Mw     | (HRV); 2010년 엘라지즈 지진 참조      | [ 37 ] |
| 2011년 5월 19일  | 23:15          | 퀴타히아             | 39.14   | 29.07   | 2                                          | 5.8 Mw     | (HRV); 2011년 퀴타히아 지진 참조      | [ 38 ] |
| 2011년 10월 23일 | 13:41          | 반                   | 38.63   | 43.49   | 604                                        | 7.2 Mw     | (HRV); 2011년 반 지진 참조            | [ 39 ] |
| 2011년 11월 9일  | 19:23          | 반                   | 38.42   | 43.22   | 40                                         | 5.6 Mw     | (HRV): 2011년 반 지진 참조            | [ 40 ] |
| 2014년 5월 24일  | 12:25 현지시각 | 임브로스             | 40.31   | 25.45   | 0                                          | 6.9 Mw     | (HRV); 2014년 에게해 지진 참조        | [ 41 ] |
| 2017년 7월 21일  | 01:31 현지시각 | 보드룸               | 36.92   | 27.41   | 2 (그리스의 코스에서)                      | 6.6 Mw     | (HRV); 2017년 에게해 지진 참조        | [ 42 ] |
| 2019년 9월 26일  | 13:59 현지시각 | 마르마라 지역        | 40.89   | 28.17   | 1                                          | 5.7 Mw     | (HRV); 2019년 이스탄불 지진 참조      | [ 43 ] |
| 2020년 1월 24일  | 20:55 현지시각 | 엘라지즈, 말라티아   | 38.390  | 39.081  | 41                                         | 6.7 Mw     | (HRV); 2020년 엘라지즈 지진 참조      | [ 44 ] |
| 2020년 2월 23일  | 08:53 현지시각 | 이란-튀르키예 국경   | 38.3943 | 44.3405 | 10                                         | 5.8 Mw     | (HRV); 2020년 이란-튀르키예 지진 참조 | [ 45 ] |
| 2020년 2월 23일  | 19:00 현지시각 | 이란-튀르키예 국경   | 38.3943 | 44.3405 | 10                                         | 6.0 Mw     | (HRV); 2020년 이란-튀르키예 지진 참조 | [ 46 ] |
| 2020년 6월 14일  | 16:24 현지시각 | 빙괼                 | 39.42   | 40.67   | 1                                          | 5.9 Mw     | 2020년 빙괼 지진 참조                 | [ 47 ] |
| 2020년 10월 30일 | 14:51 현지시각 | 에게해               | 37.918  | 26.790  | 117                                        | 7.0 Mw     | 2020년 에게해 지진 참조               | [ 48 ] |
| 2022년 11월 23일 | 04:08 현지시각 | 뒤즈제               | 40.847  | 30.967  | 2                                          | 6.1 Mw     | 2022년 뒤즈제 지진 참조               | [ 49 ] |
| 2023년 2월 6일   | 04:17 현지시각 | 카흐라만마라시       | 37.112  | 37.119  | 62,013 (튀르키예 53,537명, 시리아 8,476명) | 7.8 Mw     | 2023년 튀르키예-시리아 지진 참조      | [ 50 ] |
| 2023년 2월 6일   | 13:24 현지시각 | 카흐라만마라시       | 38.036  | 37.229  | 62,013 (튀르키예 53,537명, 시리아 8,476명) | 7.5–7.7 Mw | 2023년 튀르키예-시리아 지진 참조      | [ 51 ] |
| 2023년 2월 20일  | 20:04 현지시각 | 데프네               | 36.113  | 36.082  | 11 (튀르키예 6명, 시리아 5명)              | 6.4 Mw     | 2023년 튀르키예-시리아 지진 참조      | [ 52 ] |
| 2023년 2월 27일  | 12:04 현지시각 | 예실유르트           | 38.2535 | 38.2932 | 2                                          | 5.2 Mw     | 2023년 튀르키예-시리아 지진 참조      | [ 53 ] |
| 2025년 4월 23일  | 12:49 현지시각 | 이스탄불, 마르마라해 | 40.840  | 28.142  | 1 (간접)                                   | 6.2 Mw     | 2025년 이스탄불 지진 참조             | [ 54 ] |
| 2025년 6월 3일   | 02:17 현지시각 | 물라                 | 36.8    | 28.3    | 1 (간접)                                   | 5.8 Mw     | 마르마리스 해안 지진.                 | [ 55 ] |
| 2025년 8월 10일  | 19:53 현지시각 | 발리케시르주         | 39.312  | 28.069  | 1                                          | 6.1 Mw     | 2025년 비가디치 지진 참조             | [ 56 ] |

## 같이 보기
- 튀르키예의 지질
- 레반트 지진 목록

## 추가 자료
- Bikçe, Murat (2016). 《튀르키예 지진으로 인한 사망자 및 피해 데이터베이스 (1900–2014)》. 《Natural Hazards》 83. 1359–1418쪽. Bibcode:2016NatHa..83.1359B. doi:10.1007/s11069-016-2397-7. ISSN 0921-030X. S2CID 133563941.